# Гилярский, Казимеж
Кази́меж Гиля́рский (пол. Kazimierz Gilarski; 7 мая 1955 года, деревня Рудоловицы, гмина Розвеница, Подкарпатское воеводство, Польша — 10 апреля 2010 года, Смоленск, Россия) — польский военачальник, дивизионный генерал, командующий Варшавским гарнизоном (2006—2010), погиб в авиакатастрофе под Смоленском 2010 года.

## Биография
Учился в Высшей офицерской школе механизированных войск имени Тадеуша Костюшко во Вроцлаве.
По окончании учёбы в 1978 году начал службу а гарнизонной комендатуре Варшавы в должностях командира взвода, а затем заместителя командира роты почётного караула. В 1982—1991 годах продолжал службу в должностях помощника начальника отдела военного церемониала и парадов, старшего офицера оперативного отдела, начальника оперативного отдела.
В 1989 году окончил обучение в магистратуре Высшей педагогической школы в Кракове, а затем последипломное обучение по педагогике в Академии национальной обороны.
В 1993 году был назначен заместителем коменданта гарнизона. Осенью 2005 года занял должность коменданта гарнизона Варшавы.
11 октября 2006 года назначен на должность командующего Варшавским гарнизоном. Варшавский гарнизон не входит в состав военных округов, обеспечивает деятельность и безопасность министерства обороны и напрямую замыкается на командование Вооружёнными силами Польши.

## Личная жизнь
Был женат, имел дочь и сына. Увлекался военной историей, спортом, туризмом. В 1989 году опубликовал справочник «Военный церемониал». Владел немецким языком.

## Гибель и похороны
Погиб 10 апреля 2010 года в авиакатастрофе президентского самолёта под Смоленском.
15 апреля 2010 года посмертно присвоено звание дивизионного генерала.
Похоронен с воинскими почестями 24 апреля 2010 года в Варшаве на кладбище Повонзки.

## Звания
- 1993 — полковник
- 2006 — бригадный генерал
- 2010 — дивизионный генерал (посмертно)

## Награды
- Командорский крест Ордена Возрождения Польши (2010, посмертно)[5]
- Офицерский крест Ордена Возрождения Польши (2008)[6]
- Крест кавалера Ордена Возрождения Польши (2004)[7]
- Золотой Крест заслуги (1999)[8]
- Серебряный Крест заслуги (1991)
- Серебряная медаль «Вооружённые силы на службе Родине» (1988)
- Золотая медаль «За заслуги при защите страны» (1998)
- Золотая медаль опекуна мест народной памяти (2008)
- Почётный знак МИД Польши «Bene Merito» (2009)[9]
- Гранд-офицер ордена Заслуг (Португалия, 1 сентября 2008 года)[10]